# 大章镇
大章镇，是中华人民共和国河南省洛陽市嵩县下辖的一个乡镇级行政单位。

## 行政区划
大章镇下辖以下地区：
大章村、山后村、龙河村、赵岭村、水沟村、闫沟村、学村、小章村、旺坪村、赵楼村、万村、三人场村、杨庄村、东湾村、任岭村、东沟村和马石沟村。